# W3m
W3m es un navegador web basado en texto. 
Su diseño es muy similar a  Lynx y tiene soporte para tablas, marcos, conexiones SSL, color de fondo e incluso imágenes. También es posible utilizarlo dentro de emacs (emacsw3). 
Se pueden hojear páginas web a través de una ventana del terminal (xterm, rxvt o algo similar). Por otra parte, se puede utilizar como herramienta HTML por estar apegado a los estándares.